# August Hermann Francke (Tibetologe)
August Hermann Francke (* 5. November 1870 in Gnadenfrei, Schlesien; † 16. Februar 1930 in Berlin; häufig auch als August Hermann Franke oder Hermann Franke genannt) war ein deutscher Missionar, Sprachforscher und Tibetologe.

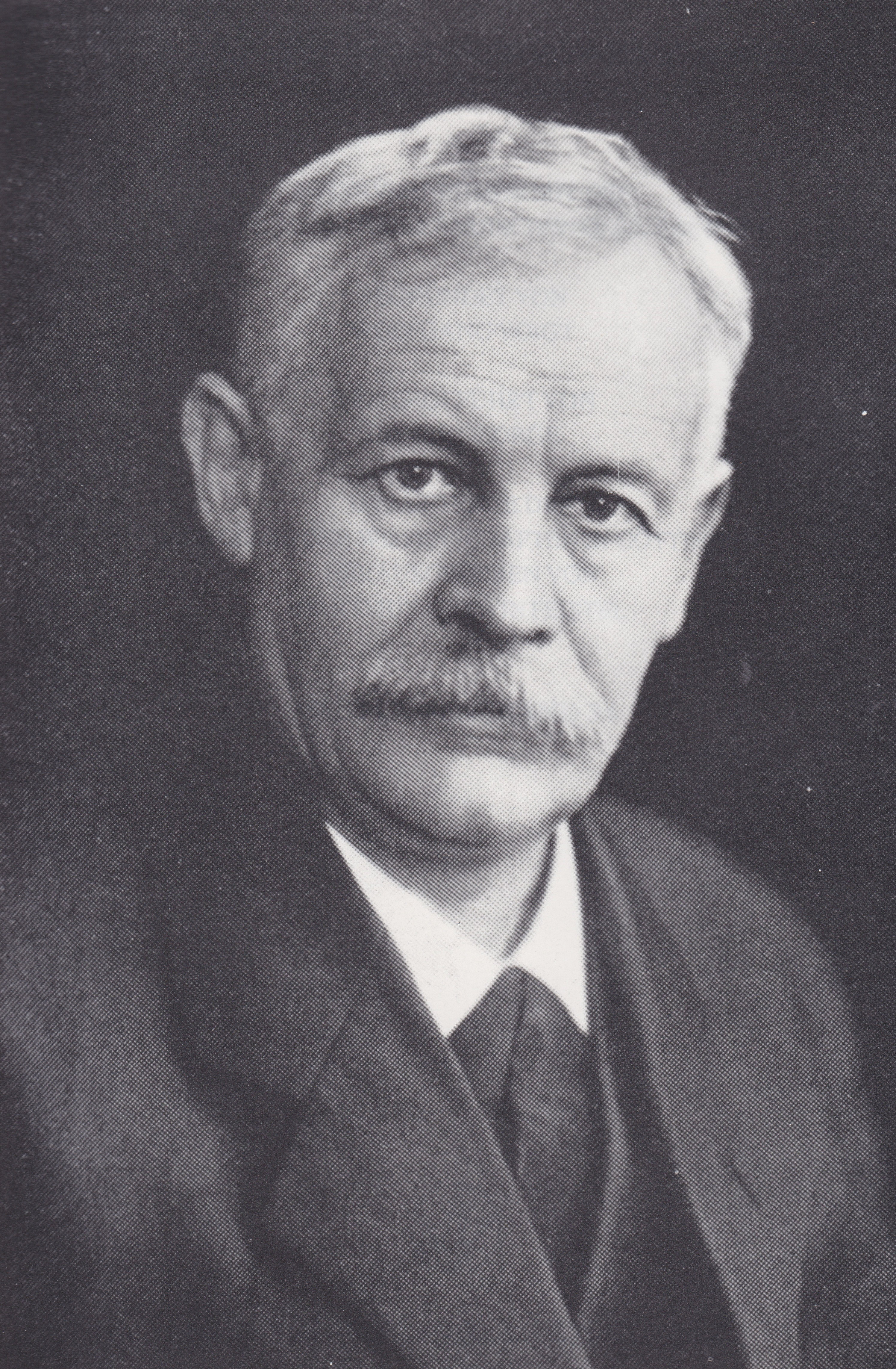
August Hermann Francke (1870–1930)

## Leben
Franckes Eltern waren August Hermann Francke (1838–1898), Kaufmann und Inhaber der Färberei J. Haag in Gnadenfrei, und Charlotte Susanne Francke, geb. Beyer (1842–1890).
Francke besuchte im Anschluss an die Lateinschule in Gnadenfrei das Lehrerseminar der Herrnhuter Brüdergemeine in Niesky (Oberlausitz, preußischen Anteils), wo er zum Dienst als Lehrer und Missionar ausgebildet wurde. Schon während seiner Lehrerjahre in Kleinwelka (Oberlausitz, sächsischen Anteils) zeigte sich seine ungewöhnliche linguistische Begabung. In dieser Zeit erlernte er die dort gesprochene obersorbische Sprache und beschäftigte sich mit Sanskrit und Altnordisch. Seit 1894 war er auch Mitglied der sorbischen wissenschaftlichen Gesellschaft Maćica Serbska. Den Alltag der „4. Stubengesellschaft“ der Missionsknabenanstalt schildert Francke in seiner autobiographischen Erzählung Die Vierten, zugleich existieren Erinnerungen seines damaligen Zöglings Hans-Windekilde Jannasch.
Nach einem Ergänzungsstudium am Moravian Theological College in Fairfield/Greater Manchester wurde er im März 1896 zum Diaconus ordiniert und zum Missionsdienst im westlichen Himalaya berufen. Dort war er auf den Stationen der Brüdergemeinmission in Leh (1896–1899), Khalatse (1899–1904) und Kyelang (1906–1908) tätig. 1897 heiratete er in Amritsar Anna Theodora „Dora“ Weiz (1875–1945). die Tochter eines Herrnhuter Missionsarztes aus Südafrika. Die drei Kinder des Paares wurden alle im Himalaya geboren: August Hermann (1898–1984), Walter Dondrub (1900–1948) und Hilde Deskyid (1903–1999). Da seine Frau das Gebirgsklima nicht gut vertrug, verbrachte Francke längere Zeiträume (1904–05 und 1908–09) auf Heimaturlaub in Kleinwelka.

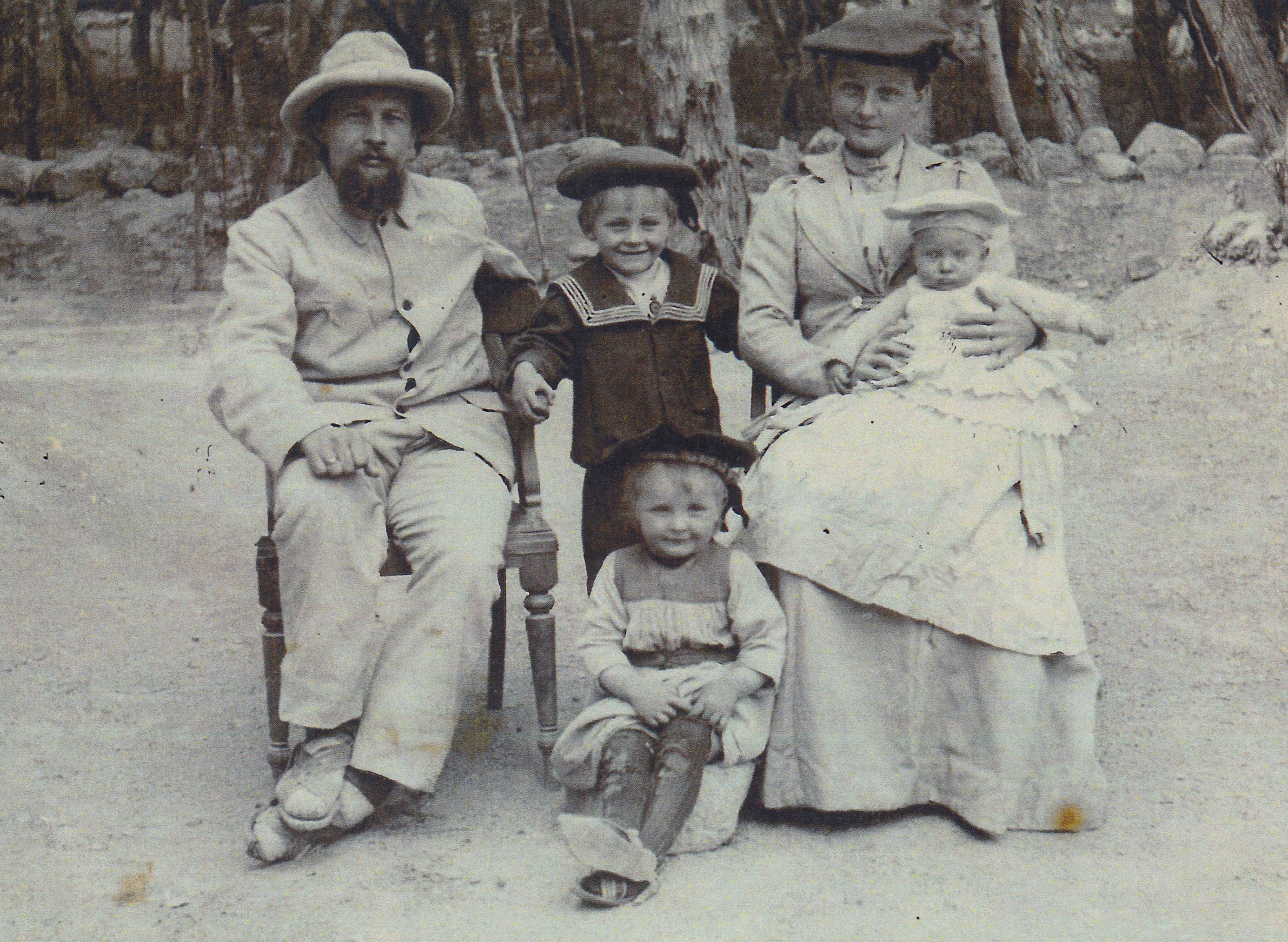
Familienbild (ca. Sommer 1905): A. H. Francke, August Hermann Francke (jun), Walter Dondrub Francke, Anna Theodora Francke geb. Weiz, Hilde Deskyid Francke (v. l. n. r.)

Francke arbeitete anfangs vor allem an der Bibelübersetzung, zunächst ins klassische Tibetisch. Er erwarb sich jedoch auch umfangreiche Kenntnisse der regionalen Dialekte und übertrug das Markus-Evangelium in die Bunan-, Manschad-, Tinan-, Dardi- und Ladakh-Sprache. 1906 wurde er aufgrund dieser Arbeiten, die ihn bis an sein Lebensende beschäftigten, zum Ehrenmitglied der Britischen und Ausländischen Bibelgesellschaft ernannt. Als Teil seiner Missionsbemühungen gab Francke ab 1904 auch die auf der Mission-Presse in Leh gedruckte erste Zeitung in tibetischer Sprache heraus (Ladakhi News). Allerdings scheint er während seiner gesamten Zeit in Ladakh nur einen einzigen Tibeter dazu gebracht zu haben, sich taufen zu lassen. Er sah seinen Arbeitsschwerpunkt in Sprachstudien und Übersetzungen, daneben interessierte er sich für die Geschichte und Kultur Ladakhs, sammelte und publizierte Schriftzeugnisse.
Seine archäologischen und ethnologischen Kenntnisse und Interessen führten dazu, dass ihn die britisch-indische Regierung 1909–10 zusammen mit dem Fotografen Babu Pindi Lal mit einer Forschungsreise in das Grenzengebiet zwischen dem indischen Ladakh und dem von China verwalteten Tibet beauftragte, um dort vor allem Geschichtszeugnisse und Inschriften zu sichern. 1914 reiste Francke erneut nach Zentralasien und Tibet, diesmal im Auftrag der Bibelgesellschaft sowie des Münchener Ethnographischen Museums. Die Reiseroute führte über Moskau, Sarepta, Astrachan, Baku, Samarkand, Taschkent, Kaschgar, Yarkant, Khotan sowie den Karakorumpass. Der Ausbruch des Ersten Weltkriegs, von dem Francke erst bei Überschreitung der Grenze zum britischen Mandatsgebiet durch den italienischen Forschungsreisenden Filippo de Filippi erfuhr, führte jedoch zu seiner Inhaftierung als feindlicher Ausländer durch die Briten zunächst in Srinagar und dann im Lager Ahmednagar und damit zu einem Ende seiner Arbeiten in Tibet. Er nutzte die Gefangenschaft dazu, seine Kenntnisse des Sanskrit auszubauen.
1916 kehrte Francke aus der britischen Internierung nach Deutschland zurück. Dort wurde er zum Kriegsdienst eingezogen und als Sanitäter und Dolmetscher für indische Kriegsgefangene in Rumänien eingesetzt. 1918 geriet er erneut in Gefangenschaft in Serbien, aus der er erst 1919 zurückkehrte. Er ließ sich im schlesischen Gnadenberg nieder. Hier bearbeitete er neben Aufträgen des British Museums und der Münchener und Hamburger Institute zunächst hauptsächlich die gZer-Myig-Handschriften der Berliner Staatsbibliothek sowie tibetische Handschriften unter den Turfanfragmenten.
Bereits 1911 hatte ihn die Universität Breslau zum Ehrendoktor ernannt. 1922 habilitierte sich Francke an der Friedrich-Wilhelms-Universität in Berlin. 1925 erfolgte die Ernennung zum außerordentlichen (nichtverbeamteten) Professor. Er kann als einer der ersten Vertreter des akademischen Fachs Tibetologie in Deutschland gelten.
Durch die Strapazen der Kriegsgefangenschaften war Franckes Gesundheit angeschlagen. Er verstarb am 16. Februar 1930 in Berlin. Sein Grab befand sich am Halleschen Tor, bis es im Zuge einer städtebaulichen Umwidmung der Friedhofsfläche auf den Friedhof Rixdorf umgebettet wurde.

## Werk
Franckes Schriftenverzeichnis umfasst über 200 Veröffentlichungen auf Deutsch und Englisch. Sein wissenschaftliches Interesse galt zwei großen Themenkomplexen: Der Geschichte Ladakhs sowie den Spuren vorbuddhistischer Religion Tibets (der sog. Bon-Religion).
Zum ersteren Feld trug er vor allem durch die Sammlung und Interpretation vorher unbekannter Quellen (Felsinschriften, mündliche Überlieferungen, kaschmirische Geschichtsschreibung, chinesische Annalen) bei. Seine History of Western Tibet (1907) bereitet dieses Material auf, bietet zusätzlich Karten, Fotografien und Illustrationen. Auch die Antiquities of Indian Tibet. Part II (1926) bringen Quellen, die für die Erarbeitung einer Chronologie der Geschichte Westtibets grundlegend sind.
Die vorbuddhistische Religion Tibets versuchte Francke aus einer Vielzahl von Quellen zu rekonstruieren: Einmal aus lebendigen Traditionen, etwa mündlichen Überlieferungen der Gesar-Sage, bestimmten bei Hochzeiten gesungenen Liedern und Hymnen für das Frühlingsfest, dann aber auch aus schriftlichen Quellen wie einer Handschrift aus Tagmacig sowie der Lebensbeschreibung des gShen-rab, dem sogenannten gZer-myig. Franckes Arbeiten erschließen der Tibetologie ein neues Forschungsfeld und sichern höchst gefährdete mündliche Überlieferungstraditionen. Seine weitreichenden Interpretationen des Materials sind jedoch nicht ohne Widerspruch geblieben. Unter anderem entwickelte Francke eine neue Interpretation der Om-mani-padme-hum-Formel. Sie wird von ihm verstanden als eine Anrufung Avalokiteshvaras, der sich in jedem Dalai-Lama wieder inkarniert.
Francke war zeit seines Lebens als Bibelübersetzer tätig, woraus sich sein Interesse für die Grammatik der Tibetischen Sprache und besonders einzelner Dialekte ergab, was sich in zahlreichen Veröffentlichungen niederschlug und in dem umfangreichen Anhang zur 3. Auflage der Grammatik seines Vorgängers Jäschke gipfelte. Bemerkenswert sind weiterhin Franckes Beiträge zur Dokumentation tibetischer Musik (Melodien, Texte) und einzelner literarischer Traditionen (Fuchs-Epos) sowie der ethnologischen Beschreibung von rituellen Tänzen und Schauspielen.
In einigen autobiographischen Schriften gab Francke Rechenschaft über sein Leben als Missionar, Historiker und Ethnologe. Daneben sammelte er im Auftrag ethnologischer Sammlungen zahlreiche Objekte, die sich heute in Herrnhut, Leipzig, München und London finden. Sein handschriftlicher Nachlass wird in der Staatsbibliothek zu Berlin, der UB Leipzig, der British Library sowie im Archiv der Brüdergemeine aufbewahrt.

## Schriften
- Ladakhi songs. (5 Lieferungen) Leh 1899–1903.
- Der Frühlings- und Wintermythus der Kesarsage. Beiträge zur Kenntnis der vorbuddhistischen Religion Tibets und Ladakhs. (Mémoires de la Société Finno-Ougrienne XV) Helsingfors 1900, 1902, 1914 (Nachdruck Osnabrück 1968).
- Reynard the Fox in Ladakh. In: Proceedings of the Asiatic Society of Bengal. Calcutta 1902, S. 76–79.
- A Lower Ladakhi Version of the Kesar Saga. (Bibliotheca India Work No. 168) Calcutta 1905, 1914, 1941.
- Die Vierten. Ein Idyll. Skizzen aus dem Kleinwelkaer Anstaltsleben. Bautzen 1905 (Neuauflagen: Kleinwelka 1908, Herrnhut 1920).
- A History of Western Tibet, one of the Unknown Empires. With Maps and Illustrations. London 1907.
- Die Geschichte des Dogra-Krieges. Nach dein Manuskript C des Ladvags rgyalrabs. IN: Zeitschrift der deutschen Morgenländischen Gesellschaft (1910), S. 537–552.
- Tibetische Geschichtsforschung und was man dabei erleben kann. Herrnhut 1911.
- Antiquities of Indian Tibet, Part I: Personal Narrative. In: Of A Journey In 1910 From Simla To Srinagar; Through Kinnaur, Spiti And Ladakh. For The Express Purpose Of Investigating The Buddhist Antiquities. (Archeological Survey of India. New Imperial Series 38) Calcutta 1914 (online).
- The meaning of the 'Om-Mani-Padme-Hum' formula. In: Journal of the Royal Asiatic Society, 1915, S. 397–404.
- Durch Zentralasien in die indische Gefangenschaft. Herrnhut 1921.
- Tibetische Hochzeitslieder, übersetzt nach Handschriften von Tag-ma-cig. (Kulturen der Erde. Material zur Kultur- und Kunstgeschichte aller Völker. Abt. Textwerke) Hagen/Darmstadt 1923.
- Two ant stories from the territory of the ancient kingdom of Western Tibet. A contribution to the question of the gold digging ants. In: Asia Major (1.1924), S. 67–75.
- gZer-Myig. A book of the Tibetan Bonpos. Tibetan text according to the Berlin manuscript. In: Asia Major (1.1924), S. 243-346, (3.1926), S. 321-339; (4.1927), S. 161-239 und S. 481-540; (5.1930), S. 1-40; (6.1930), S. 299-314; (NS 1.1949/50), S. 163–188.
- Geistesleben in Tibet. (Allgemeine Missionsstudien 2) C. Bertelsmann, Gütersloh 1925.
- Antiquities of Indian Tibet, Part II: The Chronicles of Ladakh and Minor Chronicles of Indian Tibet. (Archeological Survey of India. New Imperial Series 50) Calcutta 1926 (online).
- Heinrich August Jäschke: Tibetan Grammar. 3. Auflage. Addenda by A. H. Francke. Assistance by W. Simon, Berlin 1929.